# Chýšť
Obec Chýšť (lidově Chejšť) se nachází v okrese Pardubice, kraj Pardubický. Žije zde 207 obyvatel.

## Historie
První písemná zmínka o obci pochází z roku 1368.

## Obecní správa
V letech 1961–1990 k obci patřily Malé Výkleky.